# Монастырь святого Кендея
Монасты́рь свято́го Кенде́я (греч. Ιερά Μονή Αγίου Κενδέου) — женский монастырь Констанцской митрополии Кипрской православной церкви, расположенный в районе Фамагуста вблизи селения Авгору.

## История
Основан в XIV веке как мужской на месте где провел свои дни в молитвах, совершал чудеса и упокоился монах Кендей. Тогда же был построен и кафедральный храм (кафоликон), освященный во имя святого Кендея. Изначально храм представлял собой однонефную базилику с полукруглым сводом, который поддерживали рёберные арки. Со временем с западной стороны храма достроили нартекс. Изначально храм представлял собой однонефную базилику с полукруглым сводом, который поддерживали рёберные арки. Со временем с западной стороны храма достроили нартекс.
К началу XX века монастырь пришёл в запустение. В нём сохранилась лишь церковь и 5-6 келий в полуразрушенном виде. От старинных фресок, украшавших стены храма святого Кендея, до наших дней дошли лишь отдельные фрагменты изображений архангелов Михаила и Гавриила.
В 1972 года, восстановительные работы в обители проводились под началом двух женщин-монахинь из монастыря Святого Пантелеймона. Было отстроено несколько новых келий, в которых поселились монахини.
В 1974 году время наступления турецких войск отступающие греки настоятельно рекомендовали монахиням покинуть обитель. Но те не вняли подобным «советам». И так получилось, что турецкие войска остановились недалеко от монастыря, но дальше не прошли. C этого периода начинается расцвет обители. Она становится многолюдной.

## Современное состояние
Вход в сам монастырь найти достаточно сложно, так как путь к обители проходит через металлическую конструкцию увитую лозами винограда и не сразу открывается для посторонних глаз, а сами монастырские постройки невысоки. Монастырь открыт для посещения, молитв и поклонения мощам только до полудня, затем обитель живет своей обычной размеренной жизнью. 6 октября, на день памяти святого Кендея, обитель принимает множество гостей.
постройки
- храм святого Кендая (XIV век)[2]
- храм святого Анфима[2]
- храм иконы Богородицы Воифии[2]
- пещера святого Кендая[2]
- кельи